# Xian de Tianquan
Le xian de Tianquan (天全县 ; pinyin : Tiānquán Xiàn) est un district administratif de la province du Sichuan en Chine. Il est placé sous la juridiction de la ville-préfecture de Ya'an.

## Démographie
La population du district était de 142 338 habitants en 1999.